# Frans Janssens
Frans Janssens (Turnhout, Bélgica; 25 de septiembre de 1945 – 8 de enero de 2024) fue un futbolista belga que jugó en la posición de delantero.

## Carrera

### Club
| Periodo   | Club              |
| --------- | ----------------- |
| 1963-1966 | KFC Turnhout      |
| 1966-1981 | Lierse SK         |
| 1982-1983 | Sint-Niklaasse SK |
| 1983-1984 | KVVOG Vorselaar   |

### Selección nacional
Jugó para Bélgica en dos ocasiones de 1972 a 1973 y anotó un gol; estuvo en la Copa Mundial de Fútbol de 1970 y fue semifinalista en la Eurocopa 1972.

## Logros

### Club
- Copa de Bélgica (1): 1969

### Individual
- Futbolista del Año de la Primera División de Bélgica en 1973/74.[3]